# Matthieu Cornette
Matthieu Cornette (ur. 4 września 1985 w Bègles) – francuski szachista, arcymistrz od 2008 roku.

## Kariera szachowa
W latach 1999–2005 wielokrotnie reprezentował Francję na mistrzostwach świata i Europy juniorów w różnych kategoriach wiekowych, był również medalistą mistrzostw Francji juniorów (m.in. dwukrotnie złotym z 2003 r., w kategorii do 18 lat oraz 2005, do 20 lat). W 2000 r. wystąpił w reprezentacji kraju na olimpiadzie juniorów do 16 lat, rozegranej w Arteku.
Normy na tytuł arcymistrza wypełnił w latach 2005 (w Montpellier, IV m. ), 2007 (w Kemerze, na Klubowym Pucharze Europy) oraz 2008 (w Miluzie, dz. I m. wspólnie z Jeanem-Noëlem Riffem i Walentinem Jotowem) i Montrealu, dz. I m. wspólnie z Oleksandrem Moisejenką, Eduardasem Rozentalisem i Wiktorem Michalewskim).
Do innych jego międzynarodowych sukcesów należą m.in. dz. I m. Budapeszcie (2006, turniej First Saturday–IM, wspólnie z László Gondą), I m. w Cannes (2007, wspólnie z Josephem Sánchezem) oraz dz. II m. w La Lagunie (2008, za Olegiem Korniejewem, wspólnie z m.in. Fernando Peraltą, Wadymem Małachatką, Atanasem Kolewem i Stuartem Conquestem).
Najwyższy ranking w dotychczasowej karierze osiągnął 1 marca 2018 r., z wynikiem 2620 punktów.